# Never Gonna Not Dance Again
Never Gonna Not Dance Again (englisch für „Nie wieder nicht tanzen“) ist ein Lied der US-amerikanischen Popsängerin Pink aus dem Jahr 2022.

## Entstehung und Veröffentlichung
Das Lied wurde von der Interpretin Alecia Moore (Pink) selbst, zusammen mit den Koautoren Max Martin und Karl Schuster (Shellback), geschrieben beziehungsweise komponiert. Die beiden Koautoren zeichneten zudem auch für die Produktion verantwortlich.
Die Erstveröffentlichung von Never Gonna Not Dance Again erfolgte als Single am 4. November 2022 bei RCA Records. Diese erschien als digitaler Einzeltrack zum Download und Streaming. Am gleichen Tag erschien auch eine Remix von Sam Feldt als digitaler Einzeltrack. Im Februar 2023 erschien das Lied als Teil von Pinks neunten Studioalbum Trustfall (Katalognummer: 19658772652), dessen zweite Singleauskopplung es ist.
Der Titel diente in der 18. Staffel von Germany’s Next Topmodel als Titelsong.

## Musikvideo
Das Musikvideo entstand unter der Regie von R.J. Durell und Nick Florez. Bis Januar 2025 zählte es über 29 Millionen Aufrufe auf der Videoplattform YouTube.

## Kommerzieller Erfolg

### Chartplatzierungen
| ChartsChartplatzierungen       | Höchstplatzierung | Wochen |
| ------------------------------ | ----------------- | ------ |
| Deutschland (GfK)              | 86 (2 Wo.)        | 2      |
| Österreich (Ö3)                | 53 (6 Wo.)        | 6      |
| Schweiz (IFPI)                 | 58 (4 Wo.)        | 4      |
| Vereinigte Staaten (Billboard) | 99 (2 Wo.)        | 2      |
| Vereinigtes Königreich (OCC)   | 25 (17 Wo.)       | 17     |

### Auszeichnungen für Musikverkäufe
| Land/Region                  | Auszeichnungen für Musikverkäufe (Land/Region, Auszeichnung, Verkäufe) | Verkäufe |
| ---------------------------- | ---------------------------------------------------------------------- | -------- |
| Australien (ARIA)            | Gold                                                                   | 35.000   |
| Belgien (BRMA)               | Gold                                                                   | 20.000   |
| Dänemark (IFPI)              | Gold                                                                   | 45.000   |
| Kanada (MC)                  | Platin                                                                 | 80.000   |
| Neuseeland (RMNZ)            | Gold                                                                   | 15.000   |
| Schweiz (IFPI)               | Gold                                                                   | 10.000   |
| Vereinigtes Königreich (BPI) | Gold                                                                   | 400.000  |
| Insgesamt                    | 6× Gold · 1× Platin ·                                                  | 605.000  |

Hauptartikel: Pink (Musikerin)/Auszeichnungen für Musikverkäufe